# Engranaje de espiga

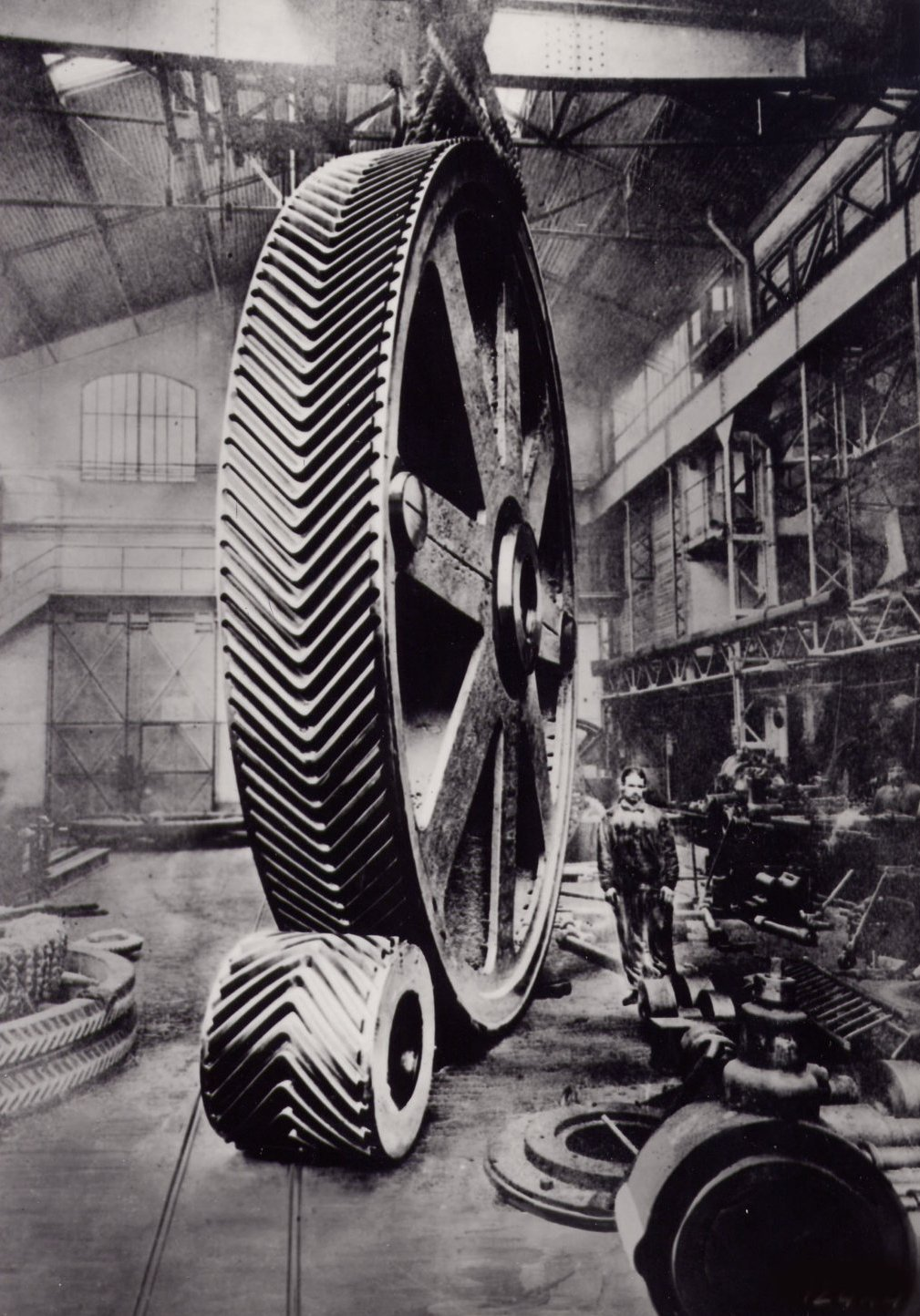
Engranaje de espiga gigante

Un engranaje de espiga, también llamado doble engranaje helicoidal, es un tipo especial de engranaje que es una combinación de dos engranajes dobles helicoidales opuestos. Desde lo alto, los surcos helicoidales del engranaje describen una forma de V. La ventaja de este tipo de engranajes es que, a diferencia de los engranajes helicoidales simples, en estos no se produce una carga axial.
Los engranajes de espiga tienen la ventaja, al igual que los engranajes helicoidales, de transmitir energía suavemente, debido a que los dientes del engranaje se acoplan y desacoplan simultáneamente. Su ventaja sobre los engranajes helicoidales es que el empuje lateral de una mitad está compensado con el de la otra mitad. Esto significa que las espigas de engranajes pueden ser utilizados en cajas de cambios sin necesidad de cojinetes de empuje. Gracias a esto las espigas de engranajes fueron un importante paso en la introducción de las turbinas de vapor para la propulsión submarina.[cita requerida]
Las espigas de engranajes precisas son más difíciles de fabricar que los equivalentes espolones o engranajes helicoidales, y, consecuentemente, más caras. Por eso son utilizadas en maquinaria pesada. La alineación en medio de la espiga, donde los dientes opuestos en ángulo se acoplan, puede ser de dos tipos: la alineación puede ser tal que la punta del diente coincida con la punta del otro diente; o puede ser escalonada, de modo que la punta del diente coincida con el canal del diente. Esta última alineanción es la característica que distingue a un engranaje de tipo Wuest.

## Manufactura

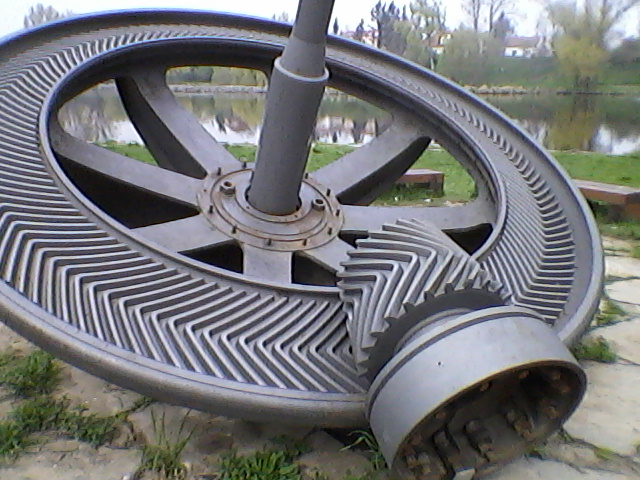
Engranaje de espiga realizado por Citroën

Una desventaja de la espiga de engranajes es que no puede ser cortada por simples máquinas de tallado de engranajes, puesto que el corte se pasaría a la otra mitad del engranaje. Algunas soluciones para esto incluyen el ensamblaje de pequeños engranajes mediante el apilamiento de dos engranajes helicoidales juntos, cortar los engranajes con un surco central para que encajen mejor, y, antiguamente, mediante el uso de un molde, sin ningún mecanizado posterior. Con los antiguos métodos de fabricación las espigas de engranajes dejaban un canal central, separando las dos filas de dientes angularmente opuestas. Esto era necesario para permitir que la máquina de corte no se saliera del surco. Posteriormente el desarrollo del moldeador de engranajes de Sykes hizo posible tener dientes continuos, sin un espacio central. Por desgracia, desde que W.E Sykes y Farrel Gear Machine companies se separaron, en 1983-84, no ha habido máquina de producción que tuviera dicha habilidad. Por ello, para poder seguir usando ese tipo tan único de engranajes, se ha convertido en costumbre reutilizar y adaptar viejos moldeadores de engranajes de Sykes.

## Citroën
El emblema del fabricante de coches Citroën es una representación gráfica de una espiga de engranajes. Esto proviene de la participación de André Citroën en la manufactura de este tipo de componentes. Antes, los coches Citroën utilizaban una espiga de bisel de engranajes en su eje trasero.